# Laser de dióxido de carbono
O laser de dióxido de carbono (laser CO2) é um dos mais antigos laseres de gás desenvolvidos por Kumar Patel no Bell Labs em 1964. Hoje em dia, tem um grande número de aplicações.

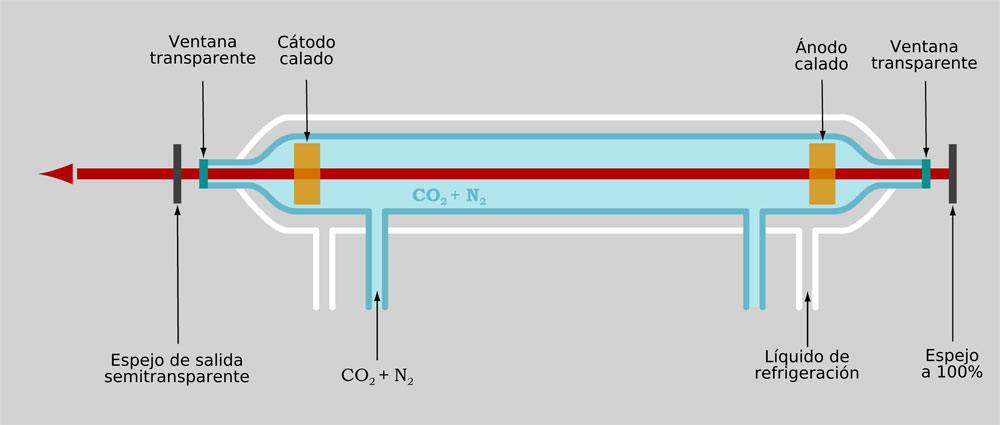
Esquema principal de um laser de CO_{2}